# 1899

## Събития
- 31 януари (18 януари стар стил) – Съставено е осемнадесетото правителство на България, начело с Димитър Греков.
- 1 юли – Основан е ТШГ 1899 Хофенхайм.
- 13 октомври (1 октомври стар стил) – Съставено е деветнадесетото правителство на България, начело с Тодор Иванчов.
- 29 ноември - Основан е ФК Барселона

## Родени
- Константинос Цацос, гръцки политик
- Христо Гюлеметов – Бонбона, деец на БКП
- Анастас Петров, български балетист
- Жан Фонтен, белгийски политик
- Панка Пелишек, българска пианистка
- Борис Тончев, български футболист
- 7 януари – Франсис Пуленк, френски композитор и пианист
- 17 януари – Ал Капоне, американски престъпник
- 22 януари – Петър Ебен, чешки композитор
- 24 януари – Бончо Карастоянов, български кинооператор
- 30 януари – Надежда, българска княгиня
- 1 февруари – Алексей Бистров, руски учен
- 19 февруари – Асен Даскалов, български революционер
- 23 февруари г. – Елизабет Ланггесер, немска писателка († 1950 г.)
- 23 февруари – Ерих Кестнер, немски писател
- 22 февруари – Дечко Узунов, български художник
- 1 март – Панчо Владигеров, български композитор
- 27 март – Гечо Кокилев, български морски офицер
- 29 март – Лаврентий Берия, съветски политик
- 2 април – Саздо Иванов, български учен
- 2 април – Цеко Торбов, български философ, правист, преводач
- 7 април – Луис Физер, американски химик
- 22 април – Владимир Набоков, руски писател и поет (нов стил – 10 април)
- 23 април – Георги Каракашев, български художник и сценограф
- 29 април – Дюк Елингтън, джазов пианист и композитор
- 8 май – Фридрих Хайек, австрийски икономист
- 10 май – Фред Астер, американски актьор и танцьор
- 13 юни – Карлос Чавес, мексикански композитор
- 14 юни – Мария Николаевна, руска аристократка
- 14 юни – Ясунари Кавабата, японски писател
- 16 юни – Бронислав Камински, Руски офицер от СС
- 7 юли – Джордж Кюкор, американски филмов режисьор († 1983 г.)
- 17 юли – Джеймс Кагни, американски актьор († 1986 г.)
- 21 юли – Ърнест Хемингуей, американски писател
- 23 юли – Густав Хайнеман, 3-ти Бундеспрезидент на Германия
- 1 август – Джеймс Ейнджъл, американски авиатор
- 9 август – Памела Травърз, австралийска писателка
- 13 август – Алфред Хичкок, британски кинорежисьор
- 24 август – Хорхе Луис Борхес, аржентински писател
- 28 август – Шарл Боайе, френски актьор († 1978 г.)
- 3 октомври – Константин Матов, български лекар
- 6 октомври – Христо Бърдаров, български офицер
- 19 октомври – Мигел Анхел Астуриас, гватемалски писател
- 25 декември – Хъмфри Боугарт, американски актьор

## Починали
- Кръстьо Захариев, български революционер
- Никола Стойчев, български дипломат
- 26 януари – Йордан Брадел, български лекар
- 29 януари – Алфред Сисле, френски художник
- 30 януари – Мария-Луиза Бурбон-Пармска, италианска принцеса и българска княгиня
- 1 юни – Ради Иванов, български революционер и общественик
- 3 юни – Йохан Щраус (син) – композитор
- 6 юли – Ернесто Далгас, датски писател
- 14 юли – Христо Попконстантинов, български писател
- 18 юли – Хорейшо Алджър, американски писател
- 16 август – Роберт Бунзен, немски химик и откривател
- 24 август – Екатерина Симидчиева, българска героиня
- 13 октомври – Аристид Кавайе-Кол, френски органостроител
- 22 октомври – Ернст Милк, финландски композитор